# Lê Đức Công
Lê Đức Công – wietnamski zapaśnik w stylu klasycznym.
Złoty medalista igrzysk Azji Południowo-Wschodniej i brązowy mistrzostw Azji Południowo-Wschodniej z 1997 roku.